# Турченков, Иван Степанович
Иван Степанович Турченков (30 мая 1914, Лазинки — 27 сентября 1993, Москва) — советский и российский киноактёр. Лауреат Сталинской премии I степени (1952), Заслуженный артист РСФСР (1957). Сыграл свыше 100 ролей в фильмах.

## Биография
Родился 30 мая 1914 года в селе Новые Лазинки Спас-Деменского уезда Калужской губернии, в многодетной крестьянской семье.
В возрасте шести лет остался без родителей и жил у родственников, там ходил в сельскую школу, в которой отучился три класса. Позже учился в школе-семилетке, затем обучался на слесаря в школе ФЗУ Меткопрофсоюза, но так её и не окончил. В 1928 года переехал жить в Москву. В 1932 году стал работать по специальности слесаря на заводе «Красный пролетарий», совмещая занятия в художественной самодеятельности и в танцевальном коллективе. В 1934 году от завода был направлен в театральное училище при Московском ТРАМе, но в 1936 году был призван в армию, что не дало Турченкову закончить обучение. Спустя год, в 1937 году была демобилизация, после которой вернулся обратно и был принят в танцевальную труппу, где стал одним из ведущих солистов-танцоров. Принимал участия во многих танцевальных номерах и конкурсах, за что был награждён в 1952 году Сталинской премией l степени, а в 1957 году Турченкову было присвоено звание Заслуженного артиста РСФСР.
Ушёл из жизни 27 сентября 1993 года в Москве. Похоронен на кладбище села Озерецкого Дмитровского района.

### Личная жизнь
Был женат на Тамаре, которая работала медсестрой в кремлёвской больнице. Они вместе прожили 49 лет совместной жизни. В 1949 году в их семье родился сын Михаил, впоследствии работавший в сфере авиации.

## Фильмография
- 1937 — Ленин в Октябре (часовой)
- 1938 — Волга-Волга (танцор)
- 1944 — Большая земля (гость на проводах)
- 1946 — Первая перчатка (болельщик)
- 1950 — Донецкие шахтёры (гость на свадьбе Степана Недоли)
- 1951 — Незабываемый 1919 год (матрос-танцор)
- 1957 — Девушка без адресата (милиционер)
- 1958 — Капитанская дочка (кучер)
- 1960 — Первое свидание (почтальон)
- 1960 — Серёжа (отец)
- 1962 — Половодье (колхозник)
- 1964 — Всё для Вас (покупатель в свитере)
- 1964 — Вызываем огонь на себя (маленький часовой в тюрьме)
- 1964 — Председатель (отец Маркушева)
- 1965 — Ваш сын и брат (Иван Степанович, селянин)
- 1965 — Мы, русский народ (солдат)
- 1965 — Операция Ы и другие приключения Шурика (пятнадцатисуточник)
- 1965 — Строится мост (выступающий на товарищеском суде)
- 1965 — Тридцать три (участник хора завода безалкогольных напитков, человек маленького роста)
- 1965—1967 — Война и мир (русский солдат), 1, 3, 4 фильм
- 1966 — Когда играет клавесин (короткометражный) — грузчик
- 1966 — Крылья (член худсовета)
- 1966 — Неуловимые мстители (бурнаш)[1]
- 1966—1969 — Андрей Рублёв (мужик в избе)
- 1967 — Железный поток (солдат)
- 1967 — Майор Вихрь (уснувший клиент)
- 1967 — Начало неведомого века (киноальманах) — Чуняев, председатель губисполкома — вторая новелла
- 1967 — Николай Бауман (трактирщик)
- 1967 — Огонь, вода…и медные трубы (дворянин Плешиков)
- 1967 — Пусть в Сатурн (курсант)
- 1967 — Таинственный монах (монах)
- 1969 — Встречи на рассвете (колхозник в клубе)
- 1968 — Новые приключения неуловимых (господин в белом, гость ресторана)
- 1968 — По руси (половой в трактире)
- 1968 — Семь стариков и одна девушка (ограбленный инкассатор)
- 1969 — Главный свидетель (мужчина в зале суда)
- 1969 — Гори, гори, моя звезда (Зелёный)
- 1969 — Мистер-Твистер (короткометражный) — житель деревни
- 1969 — Оптимистическая трагедия (фильм-спектакль)
- 1969 — Старый дом (проситель)
- 1970 — 1905 год (фильм-спектакль) — телеграфист
- 1969 — Директор (гость на свадьбе)
- 1970 — Красная площадь (смотрящий парад) — второй рассказ
- 1970 — Кремлёвские куранты (человек с сапогами)
- 1970 — Любовь к трём апельсинам (СССР, Болгария)
- 1970 — Случай с Полыниным (актёр)
- 1971 — 12 стульев (гость на свадьбе)
- 1971 — Джентльмены удачи (заключённый)
- 1971 — Достояние республики (красноармеец в бескозырке на Ж/Д станции)
- 1970—1971 — Тени исчезают в полдень (Пичужкин, купец)
- 1972 — Бой с тенью (любитель птичьего пения)
- 1972 — Летние сны (посетитель трактира)
- 1973 — Надежда (ряженый)
- 1972 — Укрощение огня (гость на свадьбе)
- 1973 — Калина красная (гость на празднике жизни)
- 1973—1983 — Вечный зов (купец)
- 1974 — Великое противостояние (прохожий с газетой)
- 1974 — Ищу мою судьбу (верующий)
- 1974 — Хождение по мукам — 2 серия
- 1975 — Алмазы для Марии (дядя Аполлон)
- 1975 — На ясный огонь (Степан, слуга барона)
- 1975 — Невеста с севера (односельчанин с фразой)
- 1975 — Не может быть! (гость), фильм третий
- 1977 — Белый Бим Чёрное ухо (прохожий)
- 1976 — Два капитана (гость на свадьбе)
- 1976 — Повесть о неизвестном актёре (Курочкин, актёр)
- 1976 — Развлечение для старичков (танцующий в парке)
- 1976 — Сказ про то, как царь Пётр арапа женил
- 1976 — Ты-мне, я-тебе (Кузьмич, вахтёр)
- 1977 — Инкогнито из Петербурга (купец)
- 1978 — Мой ласковый и нежный зверь (гость на свадьбе, участник охоты)
- 1979 — Особых примет нет (США, Польша, ГДР) — Шапошников
- 1978 — Сибириада (житель Елани) — первый и второй фильм
- 1978 — Срочный вызов (сосед Пацайкина)
- 1979 — Вкус хлеба (секретарь Сечкина)
- 1979 — Возьми меня с собой (скоморох Пискун)
- 1979 — Москва слезам не верит (коротышка в пивной)
- 1979 — По следу властелина (Селиван, охотник)
- 1979—1990 — Фитиль (короткометражный)
- 1980 — Юность Петра (Фома Подщипаев)
- 1981 — Ералаш (короткометражный) — Осторожно, двери закрываются, 30 выпуск
- 1981 — Родня (гость в ресторане)
- 1981—1982 — Россия молодая (гость), 7 и 9 серия
- 1982 — Покровские ворота (пациент больницы)
- 1983 — Карантин (строитель)
- 1983 — Такая жёсткая игра-Хоккей
- 1983 — У опасной черты (больной)
- 1984 — Инопланетянка (зевака)
- 1984 — Лев Толстой (СССР, Чехословакия) — ряженый
- 1984 — Михайло Ломоносов (мужичонка с ложками)
- 1984 — Первая конная (красноармеец с фразой)
- 1984 — Предел возможного (охранник), 1 серия
- 1984 — Приход свободным (белый солдат)
- 1985 — Багратион (ординарец Кутузова)
- 1985 — И на камнях растут деревья (СССР, Норвегия)
- 1985 — Не ходите, девки, замуж (член комиссии)
- 1986 — Певучая Россия (мужичок на ярмарке)
- 1986 — Скакал казак через долину (водитель)
- 1988 — На помощь, братцы! (житель тритринадцатого царства)
- 1989 — Из жизни Фёдора Кузькина
- 1989 — Частный детектив, или операция Кооперация (старичок в инвалидной коляске)
- 1990 — Аферисты (пенсионер)
- 1990 — Бурса
- 1992—2006 — Тихий Дон (казак на свадьбе)

## Звания и награды
- 1952 — Лауреат Сталинской премии I степени (за концертно-исполнительскую деятельность)
- 1957 — Заслуженный артист РСФСР

## Оценочные мнения
Заслуженный артист России Иван Турченков - любимец зрителей, обаятельный простачок, хитроватый, оригинальный и неповторимый, прекрасный актер.Татьяна Алексеевна Устинова
Играл актёр, в основном, характерно-комедийные роли, чему способствовали его маленький рост, хороший юмор, доверчиво-открытый взгляд, обаятельная улыбка.киновед Алексей Тремасов, 